# ハルナック曲線定理

左の（次数3の滑らかな）楕円曲線は、M-曲線であり、成分の個数は最大の2である。一方、右の楕円曲線は、1つしか成分を持たない。

実代数幾何学において、カール・アクセル・ハルナック(Carl Gustav Axel Harnack)に因み命名されたハルナック曲線定理 (Harnack's curve theorem) は、代数曲線が持つことのできる連結成分の可能な数を、曲線の次数によって記述する。実射影平面の中の次数 m の代数曲線では、成分の数 c は、
{\displaystyle {\frac {1-(-1)^{m}}{2}}\leq c\leq {\frac {(m-1)(m-2)}{2}}+1.\ }
の範囲の中にある。最大数は次数 m の曲線の最大種数に 1 を足したもので、曲線が非特異なときに達成される。さらに、この範囲の中の任意の値は、実際に可能である。

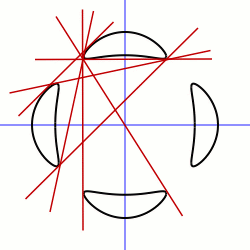
トロット曲線は、ここでは7本の二重接線とともに示したが、次数4の M 曲線であり、成分の個数は4次で最大の4である。

実成分の最大数を持つ曲線を（最大 (maximum) の m から）M-曲線(M-curve)と呼ぶ。例えば、{\displaystyle y^{2}=x^{3}-x} のような、2つの成分を持つ3次の楕円曲線や、4つの成分を持つ4次のトロット曲線は、M-曲線の例である。
この定理はヒルベルトの第16問題の背景をなしている。
最近の発展では、ハルナック曲線は、そのアメーバが（ダイマー模型の特性曲線と呼ばれる）多項式 P のニュートン多面体と同じ面積を持つような曲線であり、さらに、すべてのハルナック曲線はあるダイマー模型のスペクトル曲線となっていることが示された (Mikhalkin 2001) (Kenyon, Okounkov & Sheffield (2006))。